# Клепикова, Светлана Аркадьевна
Клепикова, Светлана Аркадьевна (род. 5 мая 1988, Киров, Кировская область, Россия) — российский пауэрлифтер, рекордсменка, неоднократная чемпионка России, Европы, Мира. Мастер спорта России международного класса.

## Биография
Клепикова Светлана Аркадьевна родилась 5 мая 1988 года в городе Киров, Кировская область. Занятия спортом начала с 5 лет. Предпочтения отдавала боевым искусствам. В 16 лет начала свою карьеру по пауэрлифтингу в местном муниципальном детском зале. Первые соревнования состоялись 2011 году, где Светлана заняла первое место. С 2007 по 2008 год работала в ресторанном бизнесе, возглавляла ООО «Держава». В 2015 году Светлана организовала чемпионат в городе Кирове, под названием «Львиное сердце», где на одном помосте выступали полноценные спортсмены, дети из детских домов, инвалиды и трудные подростки. В этом же году Светлана открывает собственный спортзал, где начинает заниматься с детьми, у которых родители лишены родительских прав. В 2016 году одна из воспитанниц Светланы становится рекордсменом России по становой тяге в 15 лет с результатом 125 кг. В 2017 году в городе Москва посетила II Всероссийскую научно — практическую школу-конференцию по вопросам спортивной науки в детско-юношеском и адаптивном спорте. В 2018 году Светлана уезжает в страну Латвия, в город Рига, где проходит обучение и получает сертификат тренера тренажерного зала.

## Спортивные достижения

### 2011
На соревнованиях European powerlifting and bench press championships, которые прошли с 3 по 8 мая 2011 года Сочи, Клепикова заняла первое место среди юниоров и женщин в весовой категории до 52 с результатом 70,5 кг. Установив рекорд России среди юниоров и женщин..
На соревнованиях WPC World championships powerlifting and bench press, которые прошли с 14 по 19 ноября 2011 года в городе Рига, Клепикова заняла первое место среди юниоров в весовой категории до 60 с результатом 81 кг.

### 2012
22 февраля 2012 года Клепиковой присвоено звание Мастер спорта международного класса по жиму штанги лёжа без экипировки.
На соревнованиях European powerlifting and bench press championships, которые прошли 5 мая 2012 года, Клепикова установила рекорд России по жиму штанги лёжа среди юниоров и женщин в весовой категории до 52 кг с результатом 70.5 кг в городе Сочи.
На соревнованиях WPC World powerlifting and bench press championships, которые прошли с 6 по 11 ноября 2012 года в городе Las Vegas, USA, Клепикова заняла первое место среди женщин в весовой категории до 60 с результатом 95 кг.

### 2013
На соревнованиях European championships WPC, которые прошли с 2 по 9 июня 2013 года в городе Vila do Conde, Portugal, Клепикова заняла первое место среди женщин в весовой категории до 67.5 кг с результатом 100 кг.
На соревнованиях Multi — tournament «Golden Tiger» NPA World championships, которые прошли с 4 по 6 октября 2013 года в городе Екатеринбург, Россия, Клепикова заняла первое место среди женщин в весовой категории до 67.5 кг с результатом 95 кг.

### 2014
На соревнованиях Чемпионат России по пауэрлифтингу и силовым видам спорта, которые прошли с 3 по 5 марта 2014 года в городе Белгород, Россия, Клепикова заняла первое место среди женщин по русскому жиму с результатом 35 кг на 52 раз.
На соревнованиях Открытый кубок Республики Татарстана по пауэрлифтингу, которые прошли 12 сентября 2014 года в городе Казань, Россия, Клепикова заняла первое место среди женщин по жиму штанги лёжа в весовой категории до 67.5 с результатом 100кг.

### 2015
На соревнованиях Кубок Победы по пауэрлифтингу, которые прошли с 9 по 10 мая 2015 года в городе Нижний Новгород, Россия, Клепикова заняла первое место среди женщин по становой тяге в весовой категории до 60 кг с результатом 135 кг.

### 2017
На соревнованиях Final European powerlifting and power sports cup «Olympia — IV», которые прошли с 8 по 12 июня 2017 года в городе Сочи, Россия, Клепикова заняла первое место среди женщин по русскому жиму в весовой категории до 60 кг с результатом 35 кг на 59 раз.
12 июня 2017 года, Клепиковой присвоено звание Мастер спорта международного класса по русскому жиму..
3 октября 2017 года, Клепиковой присвоена судейская категория в город Екатеринбург, на чемпионате по пауэрлифтингу НАП, а рамках фестиваля силовых видов спорта «Золотой Тигр — XI». Регистрационный номер судейского удостоверения: номер 184 от 03.10.2017..
С 11 декабря 2017 по 13 декабря 2017, Клепикова стала участником ll Всероссийской научно-практической школы-конференции по вопросом спортивной науки в детско-юношеском и адаптивном спортивной город Москва. Центр спортивных инновационных технологий и подготовки сборных команд..

### 2018
С 25 января по 10 марта 2018 года, Клепикова успешно прошла обучение в стране Латвия, город Рига по учебной программе и присвоена квалификация «Персональный тренер».

## Общественная деятельность
Светлана Клепикова и кировчанка Евгения Колупаева организовали Чемпионат по русскому жиму штанги лежа для детей и взрослых «Львиное сердце», в которых штангу жали и ребята с ограниченными возможностями. В Кирове — это первый такой Чемпионат, в России — тоже аналогов пока нет. Опыт зарубежных стран подтолкнул Светлану к его проведению.
Затем девушки решили создать и общественную организацию под таким же названием «Львиное сердце». Был написан устав, проект защищен. У организации несколько направлений работы — в том числе, открытие собственного зала и проведение ежегодных соревнований.
И в 2015 году Клепикова Светлана стала основателем общественной организации «Львиное сердце» в Кировской области, которая объединит спортсменов и особых людей.